# Czartkowo
Czartkowo – osada w Polsce położona w województwie zachodniopomorskim, w powiecie kołobrzeskim, w gminie Rymań.
Osada leży przy drodze wojewódzkiej nr 105, wchodzi w skład sołectwa Rzesznikowo.
W miejscowości był przystanek kolei wąskotorowej Czartkowo.